# Cipputi
Cipputi è un personaggio immaginario creato nel 1976 dal disegnatore italiano Altan. Protagonista di vignette e strisce umoristiche, il suo nome è divenuto un simbolo della classe operaia perennemente sfruttata e insoddisfatta, ma con aspettative verso il partito di sinistra e il sindacato.

## Storia editoriale
L'operaio Cipputo comparve per la prima volta nel maggio 1976 su L'uno, inserto della rivista Linus. Dopo due anni le vignette di Cipputi sono pubblicate sul settimanale di cultura Rinascita edito dal PCI. Il personaggio appare poi su Panorama, L'Espresso e sul quotidiano La Stampa, sui periodici satirici Tango e Cuore, sull'agenda Smemoranda. Nel 2001 debutta sul quotidiano la Repubblica.

## Biografia del personaggio
Cipputi è un operaio metalmeccanico lombardo comunista che lavora alla Fiat. Indossa una tuta da lavoro blu con uno scudetto giallo sul petto, un berretto al contrario, grandi guanti arancioni, spessi occhiali tondi da vista, un fazzoletto rosso che esce dalla tasca. Viene spesso ritratto appoggiato ad una nuova macchina da lavoro (sempre diversa). Il suo impegno non viene quasi mai riconosciuto e premiato dall'azienda: per questo il suo umore è rassegnato allo sfruttamento da parte dei padroni, ma capace di opporvisi attraverso delle sagaci e caustiche, per quanto spesso amare, battute di spirito.

## Nella cultura
Nel 1995 il Torino Film Festival ha istituito il Premio Cipputi per premiare il miglior film sul mondo del lavoro. Dal 2021 il Premio Cipputi è ospitato dalla manifestazione Sotto le stelle del cinema organizzato dalla Cineteca di Bologna.
Nel 2006 è uscito il documentaro Cipputi Gino realizzato da Tatti Sanguineti, premiato con la Targa speciale del Presidente della Repubblica al Milano DOC Festival 2007.